# Léonce Lagae
Léonce Antoine Alois Lagae (Gent, 4 september 1894 - 24 september 1964) was een Belgisch politicus voor de CVP.

## Levensloop
Lagae was een zoon van Constant Lagae (Lendelede, 1853 - Gent, 1907) en van Seraphine van Pottelberghe. Hij trouwde met Marie-Madeleine Vercauteren en ze hadden zeven kinderen.
Na de humaniora van het Sint-Barbaracollege in Gent, promoveerde hij tot doctor in de rechten aan de universiteit van Gent en vestigde zich als advocaat. In 1960-1961 was hij stafhouder van de Gentse balie.
In 1932 werd hij verkozen tot provincieraadslid voor Oost-Vlaanderen en dit tot in 1936.
Na de oorlog werd hij voorzitter van de CVP voor de stad Gent en lid van het arrondissementeel CVP-bestuur.
Hij werd in 1946 provinciaal CVP-senator en vervulde dit mandaat tot aan zijn dood. Hij liet zich opmerken door wetsvoorstellen betreffende de centralisatie van de Burgerlijke Stand en door zijn acties voor de jeugdbescherming.
Van 3 september tot 13 december 1952 was hij minister van Justitie in de regering Jean Van Houtte. Hij volgde Joseph Pholien op, die door zijn Waalse partijgenoten tot ontslag was gedwongen vanwege enkele door hem genomen clementiemaatregelen met betrekking tot collaborateurs. Lagae had de taak onderschat en nam wegens gezondheidsredenen na drie maanden ontslag.